# SN 2010G
SN 2010G – supernowa typu Ia odkryta 9 stycznia 2010 roku w galaktyce A122510+4519. W momencie odkrycia miała maksymalną jasność 19,40m.